# Певчая пестрогрудка
Певчая пестрогрудка (лат. Bradypterus barratti) — вид воробьиных птиц из семейства сверчковых. Выделяют четыре подвида.

## Распространение
Обитают в восточной части южной Африки на территории Зимбабве, Мозамбика, Лесото, Эсватини и ЮАР.

## Описание
Длина 15—16 см, масса 16,1—22,2 г. Тёмно-коричневые птицы с длинным ступенчатым хвостом, серовато-коричневой нижней частью тела и отчетливыми темными прожилками на горле. Корона и боковые стороны головы коричневые. Клюв черноватый. Самцы и самки выглядят одинаково.

## Биология
Известно, что эти птицы питаются насекомыми, включая цикад. Ищут пищу, перебегая по земле.